# Tony Lasnitzki
Tony Lasnitzki, Pseudonym Tony Sintides, Schreibweise des Vornamens auch Toni, (geboren 12. April 1893 in Mainz; gestorben 24. Januar 1991 in Sint Idesbald bei Koksijde) war eine Architektin, Malerin und Autorin. Sie absolvierte ein Aufbaustudium am Bauhaus in Weimar, flüchtete während des Holocaust nach Belgien, versteckte sich dort in einem verborgenen Zimmer über zwei Jahre vor den Nationalsozialisten und hatte enge Beziehungen zur belgischen Nachkriegs-Avantgarde.

## Leben und Wirken

### Herkunftsfamilie
Tonÿ Simon, ab dem 3. August 1920 Simon-Wolfskehl, kam im Haus Kaiserstraße 26 in Mainz als älteste Tochter von Anna Wolfskehl (geboren 28. Mai 1873 in Frankfurt am Main) und des Weingroßhändlers und späteren Privatbankiers Eduard Simon (geboren 9. Dezember 1862 in Mainz; gestorben 25. November 1938 in Tervuren) zur Welt. Den Doppelnamen Simon-Wolfskehl führten die Eltern seit der Heirat im Jahre 1891, amtlich wurde er aber erst 1920. Der Onkel Ernst Simon war mit Maria Wolfskehl verheiratet und führte ebenfalls den Doppelnachnamen Simon-Wolfskehl. Die Schwester Ilse Maria (geboren 28. September 1897; gestorben 1988) folgte als zweites Kind. Die großbürgerliche Familie Simon-Wolfskehl war kulturell interessiert und gehörte zum liberalen Judentum. Die Eltern waren Kunstliebhaber. Die Mutter besaß eine bedeutende Sammlung mit Gemälden holländischer Meister. Ihr Vater veräußerte eine große Kunstsammlung französischer Impressionisten und erwarb Kunstwerke damals noch unbekannter deutscher Expressionisten.

### Ausbildung und Wirken als Architektin
Zu Beginn des 20. Jahrhunderts siedelte die Familie nach Frankfurt am Main über. 1911 machte Tony Simon-Wolfskehl dort ihr Abitur am Frankfurter Mädchengymnasium, nachdem sie vorher private Mädchenschulen (Institut Steimer, danach das Institut Schmidt) besuchte. Im Jahr 1912 nahm sie ein Architekturstudium an der Technischen Hochschule Darmstadt auf. Sie gehörte damit zu den ersten Frauen in Deutschland, die regulär studieren durften. In Hessen war dies vier Jahre vorher eingeführt worden. In Darmstadt wohnte sie vermutlich bei Verwandten in der Wolfskehl’schen Villa an der Karlstraße. Sie studierte sieben Semester, machte ein Büropraktikum und nahm das Architekturstudium im Sommersemester 1916 wieder auf. Nach acht Semestern legte sie im Frühjahr 1917 ihr Fachexamen ab. Ab 1919 besuchte sie, finanziert von ihrer Mutter, das neugegründete Bauhaus in Weimar. Walter Müller-Wulckow hatte ihr dieses Studium nahegelegt und sie an Walter Gropius zur Aufnahme empfohlen. Sie besuchte Kurse bei dem Bauhaus-Architekturmeister und früheren Direktor der Großherzoglich-Sächsische Baugewerkenschule Weimar Paul Klopfer und Kurse in Werkzeichnen und Konstruktionstechnik bei Adolf Meyer. Friedl Dicker war ihre Freundin und Zimmernachbarin. Beide Frauen sind die ersten, für die sich nach dem Studium am Bauhaus eine Berufstätigkeit als Architektin nachweisen lässt. Im Sommersemester 1920 arbeitete Tony Simon-Wolfskehl auch als erste Architektin im Baubüro von Walter Gropius. Anschließend zog sie zurück nach Frankfurt am Main. Zwischen 1921 und 1924 arbeitete Tony Simon-Wolfskehl freiberuflich als Innenarchitektin und Bühnenbildnerin am Neuen Theater. Mindestens sechs Bühnenstücke gestaltete sie mit eigenen Entwürfen, die jedoch nicht überliefert sind. In Kritiken wurden sie mehrfach besprochen. Ihr Bühnenbild für das Wedekind-Stück Frühlings Erwachen bestand demnach aus einem „in zartes Frühlingsblau getauchten Mittelrahmen (…) mit nur plastisch andeutendem Bühnenwerk“.

### Beziehung zu Carl Einstein
Mit Carl Einstein führte sie von Ende 1922 bis August 1923 eine intensive Beziehung. Beide erwägten eine Hochzeit, und Einstein ließ sich von seiner ersten Ehefrau scheiden. Der intensive Briefwechsel zwischen Simon-Wolfskehl in Frankfurt und dem in Berlin lebenden Einstein ist erhalten. Jedoch war Eduard Simon-Wolfskehl gegen eine Ehe seiner Tochter mit dem weit links stehenden Einstein und setzte sie unter Druck. Sie selbst fühlte sich zu Männern und Frauen hingezogen, hegte Zweifel an ihrer Bindungsfähigkeit und trennte sich schließlich. Tony Simon-Wolfskehl war vermutlich nicht sehr politisch. Am Bauhaus gefielen ihr die Ideen und theoretischen Konzepte, die über Kunst und Technik sowie über die neuen Menschen entwickelt wurden. Sie hatte in ihrer Zeit dort viele Kontakte zu avantgardistischen Intellektuellen aufgebaut.

### Heirat, Emigration nach Belgien und Untertauchen
Den Werbegrafiker Roderich Lasnitzki (17. Juni 1896 in Berlin bis 8. August 1943 in Auschwitz) lernte sie am Bauhaus kennen. Beide heirateten 1924 und siedelten zunächst nach Saarbrücken, ab 1927 nach Berlin über. Unter der Firmierung Tolas (Akronym aus Tony Lasnitzki) entwickelte sie Möbelentwürfe. Als ihr jüdischer Ehemann 1936 seine Arbeit verlor, beschlossen beide das nationalsozialistische Deutschland zu verlassen und in Belgien neu anzufangen. Sie zogen Ende Dezember nach Gent. Ihr Mann wurde Filialdirektor bei einem Büroartikelunternehmen. Tony Lasnitzki nahm ihren Vater mit nach Belgien und konnte die Gemälde aus seiner Kunstsammlung vor den Nationalsozialisten retten. Ihre Schwester wanderte schon 1931 nach ihrer Heirat mit Samuel Rosenthal nach Großbritannien aus und erhielt ebenfalls Bilder der Kunstsammlung.
Der staatenlose Roderich Lasnitzki wurde kurz nach dem deutschen Überfall 1940 in Gent von der Gestapo verhaftet. Man brachte ihn zuerst in das Internierungslager Saint-Cyprien nach Südfrankreich, von wo er nach Auschwitz deportiert und 1943 ermordet wurde. Tony Lasnitzki versuchte zuerst, ihrem Ehemann durch Frankreich nachzureisen und seine Freilassung zu erreichen. Es gelang ihr, in Frankreich unterzutauchen und damit der Deportation zu entgehen. Sie entkam aus einem Internierungslager in Tournai und flüchtete zurück nach Gent. Dort wohnte sie zuerst bei Anton de Spiegeleire, einem befreundeten, katholischen Gefängnispriester und arbeitete als Sprachlehrerin. Danach tauchte sie bei Irène Demanet im Haus Begijnhoflaan 72 in Gent unter. In einem Hinterzimmer mit einem Zugang hinter einem Bücherregal konnte sie zwei Jahre und drei Monate unentdeckt bis zur Befreiung Belgiens 1944 ausharren. Im Versteck verfasste sie unter anderem ein Kinderbuch.
Tony Lasnitzki hatte schon am Bauhaus einen Malkurs mit Zeichenkohle belegt. In der Abgeschlossenheit ihres Hinterzimmers fertigte sie Kohlezeichnungen, die Irène Demanet verkaufte. Welchen Umfang diese künstlerische Tätigkeit hatte und wer die Zeichnungen erwarb, ist nicht abschließend erforscht. Erhaltene Zeichnungen zeigen ihre Trauerarbeit. Der 1982 erschienene Bildband „Art of the Holocaust“ zeigt die Kohlezeichnungen „Burning Village“ (1943) und „Ghetto“ (1943). Die Bilder von Lasnitzki stellen oft Frauen mit androgyner Ausstrahlung in verzweifelter, einsamer, ohnmächtiger und hoffnungsloser Situation dar.

### Nach der Befreiung
Während der Zeit im Versteck wurde aus beiden Frauen ein Paar und auch nach dem Krieg lebten sie in einer Lebenspartnerschaft zusammen. Tony Lasnitzki nannte sich wieder Tony Simon-Wolfskehl. Ihr Haus wurde zu einem literarisch-künstlerischen Salon, in dem sie die vom Vater ererbten expressionistischen Werke ausstellte und die Innovationen des Bauhauses vermittelte. Zur belgischen Nachkriegs-Avantgarde, die sich bei ihr einfand, gehörten Hugo Claus und der Schriftsteller Karel Geirlandt, Malerinnen und Maler der Künstlergruppe CoBrA sowie die Künstler Jan Burssens, Pierre Vlerick und Roger Raveel.
Zur Sicherung des Lebensunterhalts arbeitete sie zuerst für zwei Jahre als Vertreterin in dem früheren Unternehmen ihres Mannes. Danach machte sie sich mit dem Handel von Büroartikeln selbständig und führte diesen Beruf in den 1950er und 1960er Jahren fort.
Seit ihrer Jugend schrieb sie Gedichte und später Erzählungen sowie Bühnenstücke. Sie versuchte, ihre Werke in Belgien und Deutschland zu veröffentlichen, was ihr kaum gelang. Das in Belgien unter dem Namen Toni Sintides veröffentlichte Märchen „Die Sonntagskinder“ (1977) wurde von der belgischen Übersetzerin und Schriftstellerin Christine D’Haen ins Niederländische übersetzt. Ihre Texte sagen viel über ihr Selbstverständnis und ihr Denken. Die Protagonisten befassen sich mit Isolation, Ausgrenzung und dem Versagen von politischen und sozialen Leitmotiven. Ihr Schreiben diente wohl auch der Verarbeitung ihres Lebens. Sie sah sich in erster Linie als Architektin, erst danach als Schriftstellerin.
Eine Rückkehr nach Deutschland kam für sie nicht in Frage. Für den enteigneten Besitz ihrer Eltern erhielt Lasnitzki in der Adenauer-Zeit Entschädigungszahlungen der Bundesregierung. 1968 baute sie ein kleines Haus in Sint Idesbald an der belgischen Küste nach eigenem Entwurf. Dort lebte sie für viele Jahre nach dem Tod ihrer Lebensgefährtin, unterhielt einen großen Freundeskreis und malte. Sie starb 1991 mit 97 Jahren. Ihre Asche wurde entsprechend ihren Wünschen ins Meer gestreut.

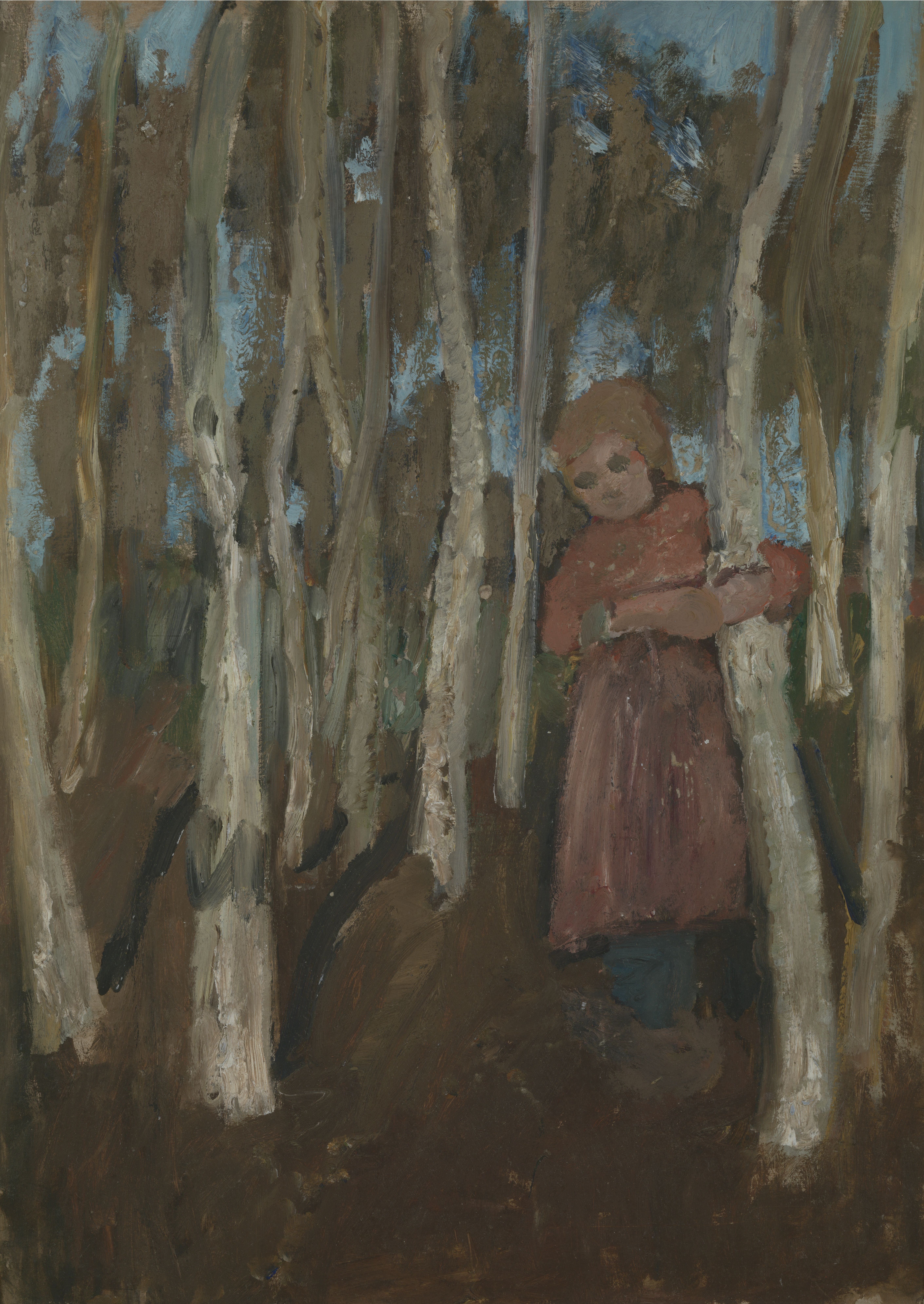
Paula Modersohn-Becker: Girl in a Birch Forest, Nachlass Tony Lasnitzki
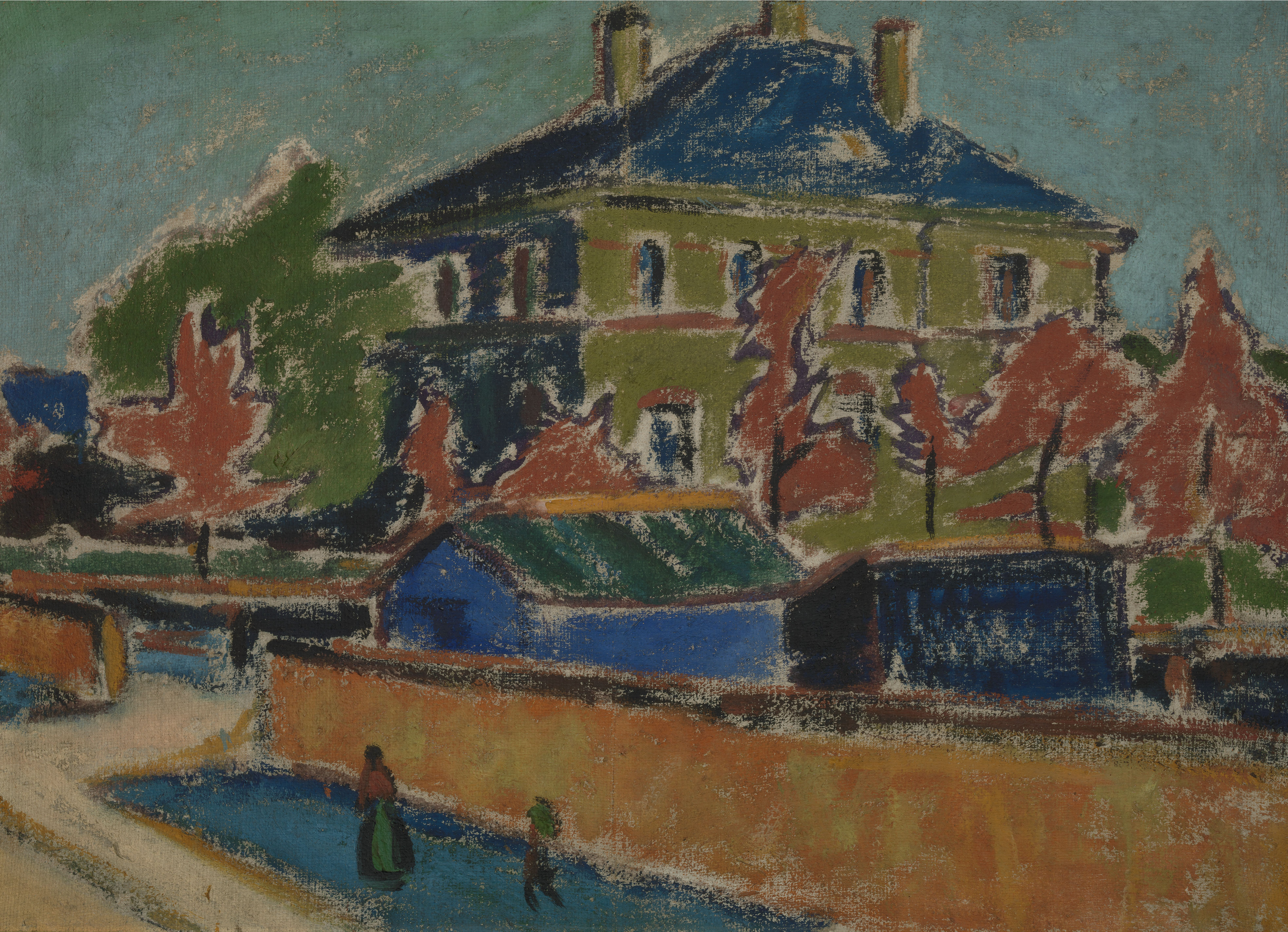
Ernst Ludwig Kirchner: Villa in Dresden, Nachlass Tony Lasnitzki
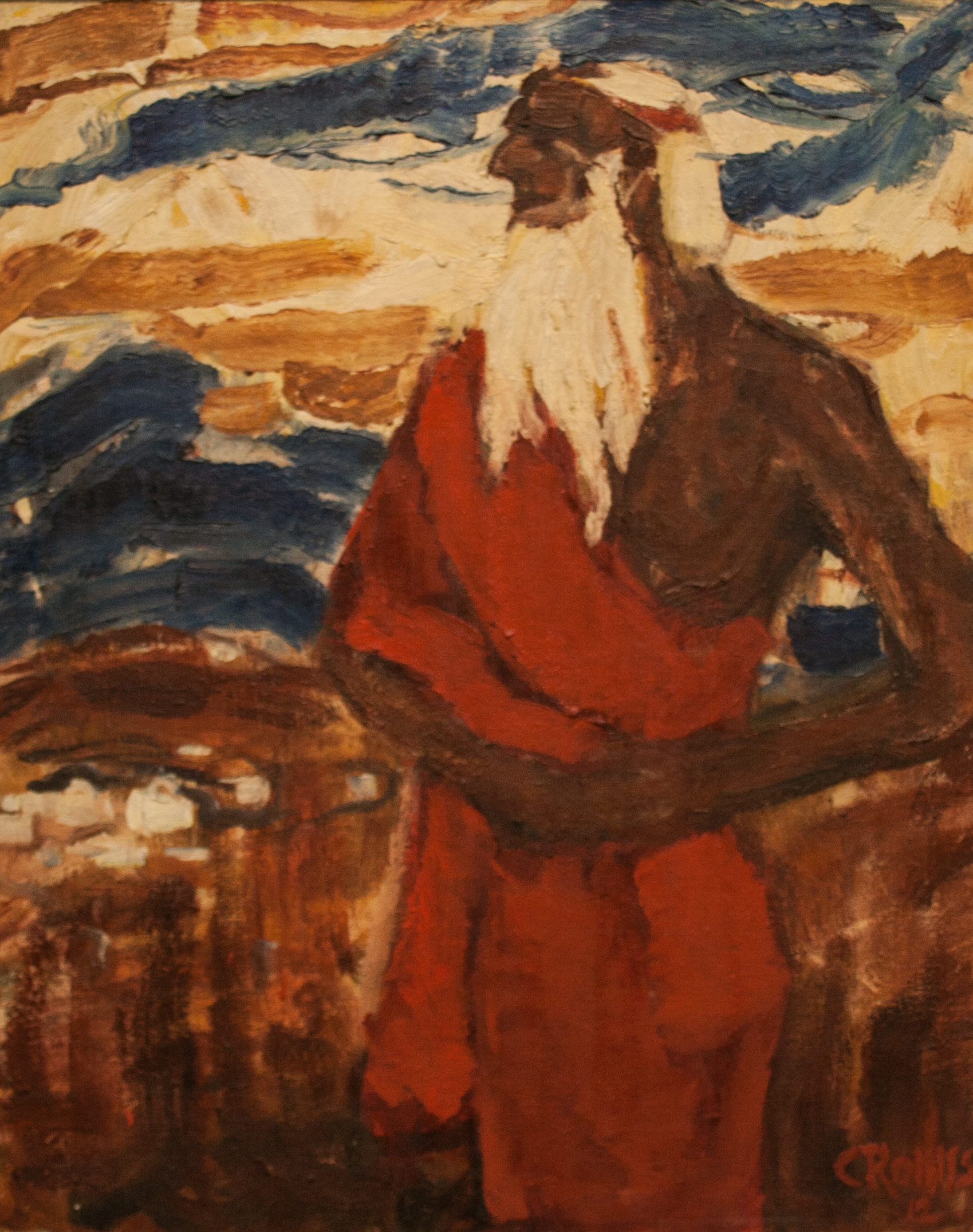
Christian Rohlfs: Moses Seeing the Promised Land, Nachlass Tony Lasnitzki

### Nachlass und Ehrungen
Dem Museum voor Schone Kunsten Gent vermachte sie 1991 ihre Gemälde von Paula Modersohn-Becker, Ernst Ludwig Kirchner, Erich Heckel und Christian Rohlfs sowie zwei Zeichnungen von Heckel und Rohlfs. Es verwahrt ihren Nachlass mit Briefen von ca. 1910 bis in die späten 1980er Jahre. Der Museumsdirektor Robert Hoozee beauftragte 1992 den belgischen Historiker Eric Defoort, eine Biografie über Tony Lasnitzki zu schreiben. Sie erschien 2007 unter dem Titel Een dochter van Duitsland – Tony Simon-Wolfskehl (1893-1991). Das Buch wird allerdings kritisiert, da vielfach Quellenangaben fehlen. Es ist mit subjektiven Kommentaren übersät, Fakten sind nicht von Spekulationen und Meinungen unterscheidbar.
Das United States Holocaust Memorial Museum verwahrt Kopien einiger ihrer Zeichnungen und Schriften. Ein Teil des schriftlichen Nachlasses befindet sich in der Bibliothek der Katholischen Universität Brüssel.
In Sint Idesbald ist ihre Villa „Le Sablier“, Elzenlaan 27, Teil eines Literatur-Spazierwegs. In Mainz-Neustadt benannte man 2016 den Tony-Simon-Wolfskehl-Platz im ehemaligen Zollhafen nach ihr.

## Schriften
- Toni Sintides: Zondagskinderen. (Märchen, erzählt von Christine D'haen) Snoeck-Ducaju & Zoon, Gent 1977.
- Toni Lasnitzky (sic!): Meine Bauhauszeit. In: I.C.S.A.C. (Internationaal Centrum voor Structuuranalyse en Constructivisme), Cahier 6/7, Februar 1987, S. 47–49.